# Economia social
L'economia social és la part de l'economia situada entre el sector públic i el sector privat tradicional capitalista. Es caracteritza per l'objectiu de servir l'interès dels seus membres i la col·lectivitat, d'organitzar-se democràticament i de distribuir els seus beneficis d'acord amb criteris que primen les persones i el factor treball abans que el capital. Les formes empresarials que tradicionalment s'ha considerat que integren l'economia social són les cooperatives en totes les seues formes, les mutualitats, les associacions i les fundacions. A Europa hi existeixen Lleis d'Economia Social, com a Espanya, la primera que va ser aprovada a Europa, a Portugal, Grècia, França i Romania. A Europa l'economia social representa més de 14 milions de persones treballadores segons l'informe de CIRIEC-EESC.
En els darrers anys han sorgit noves denominacions per a aquest sector empresarial protagonitzat per la societat civil i concebut per a servir l'interès general de les comunitats on s'ha desenvolupat, com el tercer sector, l'economia social i solidària i les empreses socials. L'economia feminista té la voluntat d'erradicar les desigualtats de poder per raó de gènere al treball, lluitant per l'equitat de gènere i la corresponsabilitat social. Per això, el punt de vista de l'economia feminista s'inclou a l'economia social i solidària.

## Principis
- Economia de l'altruisme i la cooperació social
- Presa de decisions de forma participativa (heretada del model d'empresa cooperativa)
- Capital social com a complement capital financer i capital humà.
- Objectiu primari de servir als associats o a la societat en general per sobre de les finalitats de lucre.
- Autonomia i societat civil.

## Formes d'organització
- Cooperativa de treball
- Societat anònima laboral
- Cooperativa de consum
- Mutualitat
- Associació
- Fundació
- Empresa d'inserció
- Centre Especial de Treball